# Plesiosauroidea
Zástupci skupiny Plesiosauroidea neboli plesiosauroidi („blízcí ještěrům“) byli primárně draví druhohorní mořští plazi. Patří k dobře známým druhohorním obratlovcům a někdy bývají nesprávně řazeni mezi dinosaury, ačkoliv jim nebyli blízce příbuzní.

## Charakteristika
Běžní plesiosauři měli poměrně široká hydrodynamicky tvarovaná těla, krátkou ocasní část těla, dva páry dlouhých a silných ploutví, delší nebo i velmi dlouhý krk a malou hlavu (pliosauři měli naopak velkou hlavu a masivní krk). Jednalo se o velké až obří tvory, někteří dosahovali délky přes 12 metrů. Přežití katastrofy na konci triasu jim umožnila stavba jejich těla, s mnoha adaptacemi na život v mořích a otevřeném oceánu.
Objevují se v období pozdního triasu asi před 210 miliony let, jejich největší rozvoj následuje v období jury a přežívají až do samotného konce druhohor v závěru křídy (před 66 miliony let).

## Historie
První nákres obratlů plesiosaura byl pořízen již v roce 1605. Pro vědu však byly poprvé objeveny u pobřeží jižní Anglie (lokalita Lyme Regis u Dorsetu) počátkem 19. století. Objevitelkou první fosilie plesiosaura (genoholotyp Plesiosaurus dolichodeirus) byla kolem roku 1810 tehdy teprve jedenáctiletá amatérská sběratelka zkamenělin Mary Anningová (1799–1847). Tento plaz byl pak vědecky pojmenován v roce 1821. V roce 1816 byly objeveny fosilie plesiosaura přírodovědcem Charlesem de Gervillem také na území Francie.

## V Čechách
Na území České republiky bylo učiněno již několik fosilních objevů křídových plesiosaurů (poprvé již k roku 1855), mezi nimi jde například o svrchnokřídový druh Polyptychodon interruptus (Owen, 1841; dnes klasifikovaný jako nomen dubium). Nejznámější objev tohoto pliosaurida pochází z lokality Bílá Hora v Praze..
Mezi "klasické", dlouhokrké plesiosaury z čeledi Elasmosauridae, objevené na našem území, patřil druh Cimoliasaurus teplicensis, popsaný od obce Hudcov v severozápadních Čechách roku 1906 profesorem Antonínem Fričem. Ve skutečnosti se ale téměř s jistotou nejednalo o zástupce stejného rodu, jako byl severoamerický Cimoliasaurus. O tomto objevu však zatím nemáme dostatek detailnějších informací.

## Taxonomie
Podle studií O'Keefe, 2001 a Druckenmiller & Russell, 2008.
- Řád Plesiosauria
  - Simosaurus
  - Čeleď Cymatosauridae
  - Čeleď Pistosauridae
  - Podřád Plesiosauroidea
    - Plesiopterys
    - Thalassiodracon?
      - Čeleď Elasmosauridae

    - Čeleď Plesiosauridae
    - Nadčeleď Cryptoclidoidea
      - Čeleď Cimoliasauridae
      - Čeleď Cryptoclididae

  - Podřád Pliosauroidea
    - Eurycleidus
    - Macroplata
    - Rhomaleosaurus
    - Čeleď Pliosauridae
    - Čeleď Polycotylidae?